# Kölner Gerichts-Zeitung
Die Kölner Gerichts-Zeitung war eine illustrierte Wochenzeitung für den Kölner Raum, die sich mit lokalen und internationalen Kriminalfällen beschäftigte. Gerichtsreporter verfolgten für die Zeitung Verhandlungen in Köln und Bonn. Den größten Teil des Blatts nahmen Dialoge zwischen Richter, Angeklagten und Zeugen aus dem Gerichtsprotokoll ein. Die Gerichts-Zeitung versuchte zwar, auch den juristisch orientierten Leser zu bedienen, ihre Zielgruppe war jedoch ein an öffentlichen Skandalen und leichter Unterhaltung interessiertes Massenpublikum. Die Urteile großer Prozesse kommentierte die Redaktion häufig mit die Verurteilten denunzierenden Bemerkungen. Insofern war die Kölner Gerichts-Zeitung eine  Boulevardzeitung. Sie erschien (mit zwei jahrelangen Unterbrechungen) von 1884 bis 1934.

## Geschichte
Die Kölner Gerichts-Zeitung wurde vom Verlag Keller und Rawitz Anfang 1884 ins Leben gerufen, wechselte 1889 (andere Quellen sprechen von 1887) den Besitzer und erschien bis zum September 1903 bei Römer & Trablé, ebenfalls in Köln. Von Oktober 1903 bis April 1915 änderte sich der Name der Zeitung in „Kölner Gerichts-Zeitung und rheinische Criminalzeitung“. Vermutlich kriegsbedingt erschien das Blatt ab 1916 nicht mehr und am 12. März 1921 wieder unter dem alten Namen beim Verlag Röder in Köln. Die letzte Ausgabe (46.1934) kam am 27. Januar 1934 auf den Markt. Der Gleichschaltung der Medien durch die Nationalsozialisten fielen zahlreiche, zuvor etablierte Blätter zum Opfer. Die Gründe im Fall der Kölner Gerichts-Zeitung sind allerdings unbekannt.

## Beispiel 1903

Titelblatt der Kölner Gerichts-Zeitung vom 7. März 1903

Die Ausgaben des Jahres 1903 erschienen immer samstags, umfassten acht Seiten und kosteten mit der „illustrierten Unterhaltungs-Beilage“ 10 Pfennige. Der Verlag J. Röder und die Druckerei befanden sich in der Hämergasse 37 im Kölner Stadtzentrum. Das Blatt begann typischerweise mit einer nachgestellten Kriminalszene, die Ausgabe vom 28. Februar 1903 mit einer auf einem Foto basierenden Illustration, auf der ein in einem Indizienprozess zum Tode verurteilter Mann in seiner Zelle auf Knien ein Geständnis ablegt; sein Verteidiger hält ihm tröstend die Hand auf den Kopf; im Hintergrund überwacht ein mit Gewehr bewaffneter Polizist die Szene. In dieses großformatige Bild eingearbeitet sind Illustrationen von Prozessbeteiligten, etwa des Vorsitzenden Richters. Da es sich um keinen lokalen Fall aus Köln, sondern aus Wien handelt, schickt die Titelseite den Leser direkt nach hinten auf die Seite 5, wo dann „ein außerordentlich interessanter Indizienprozeß gegen einen Vater“ beschrieben wird,

„...welcher beschuldigt war, sein uneheliches, sieben Wochen altes Kind ermordet zu haben. Der Fall ist aus zwei Gründen besonders merkwürdig. Erstens deshalb, weil die verbrecherische Tat unter mysteriösen Umständen geschehen ist, zu welcher erst eine mühevolle Untersuchung den Schlüssel gefunden hat. Zweitens aber deshalb, weil der Prozeß erst in dem Momente sich auf den Höhepunkt des Interesses erhob, als die Verhandlung beendet und der mit zehn Stimmen gegen zwei verurteilte Täter schon in der Mörderzelle saß.“

Ein Gerichtsrat, so der Artikel weiter, legte dem Verteidiger des Verurteilten Kunschner nahe, ihn auf mögliche mildernde Umstände aufmerksam zu machen, falls er den Mord gestehe:

„Der Verteidiger begab sich sogleich zu Kunschner, der zu der Besprechung in die Isolierzelle gebracht wurde. ‚Sprechen Sie zu mir,‘ sagte nun der Verteidiger, ‚frei und offen die volle Wahrheit. Nur wenn Sie mich dazu bevollmächtigen, werde ich dem Präsidenten davon Mitteilung machen. Ohne diese Vollmacht werden Sie mir wie zu einem Beichtiger gesprochen haben.‘ Kunschner wurde sichtlich bewegt, ein innerer Kampf zeigte sich in seinen Zügen. Er weinte dann, und sagte zunächst: ‚Ich werde Ihnen ein Geständnis ablegen. Ich habe es gethan, indem ich das Kind durch einen Zufall an die Thüre angeschlagen und am Fußboden geschleift habe. [...] Ich werde Ihnen die volle Wahrheit sagen,‘ erklärte er und konnte vor Bewegung kaum sprechen; ‚ja, es ist alles wahr; ich habe wirklich das Kind, in der Absicht, es umzubringen, an das Bett angehaut.‘“

Die Gerichtskorrespondenten deckten das Gebiet von Köln und Bonn ab. Die Gerichts-Zeitung vom 21. Februar 1903 fasst die „diesjährige erste Schwurgerichtsperiode“ des Bonner Schwurgerichts in einem langen Artikel zusammen, der von
- einem Straßenraub („fünf jugendlichen Burschen aus Bonn, Recklinghausen und Köln“),
- einer „Milchfälschung“ (Ein Milchbauer verdünnte die ausgelieferte Milch mit bis zu 48 % Wasser),
- einem „sogenannten Spukhause“ (...„in Bonn, Webernstraße 39, trieben die Spukgeister wieder einmal ihr Unwesen. Diesmal wurden sie indessen gefaßt.“),
- einem „gefährlichen Feuerwehrmann“ (der einen Kollegen mit einem Gurt, an dem ein Haken befestigt war, schwer verletzte),
- einer „Kindersparkasse“ (Ein Lehrer sammelte 47 Mark in einer Kasse, ein entlassener Schüler stieg durchs Fenster ein und stahl das Geld.)

handelte. Nur die ersten Verhandlungen des Jahres schienen dem Blatt nicht berichtenswert, denn es ging um „Nothzucht“.
Das Gerichtsprotokoll mit präzise wiedergegebenen Wortwechseln vor Gericht spielt in der Kölner Gerichts-Zeitung eine zentrale Rolle; sie gaben dem Leser den Eindruck von der Kompetenz des Blatts:
Angekl. Ehemann Ginster: Ich hab mich um die Milchwirtschaft nicht gekümmert.
Präs.: Schlimm genug, wer besorgt denn die?
Angekl.: Meine Frau
Präs.: Liefert Ihre Frau die Milch auch persönlich ab?
Angekl.: Meistens ja, ich selbst habe aber auch schon welche abgeliefert.
Präs.: Und da behaupten Sie, nichts von dem Wasserzusatz zu wissen?
Angekl.: Nein, ich hatte keine Ahnung davon.
Präs.: Sie Angeklagte, ist das richtig was Ihr Mann gesagt hat?
Angekl. Ehefrau Ginster: Ja, mein Mann wußte nichts davon; ich hatte keine Ahnung, daß der Wasserzusatz strafbar war, denn wir lieferten nur sogenannte Bäckermilch.
Präs.: Bäckermilich? Was wollen Sie denn damit sagen? Der Begriff Bäckermilch ist mir neu. Was erhielten Sie pro Liter?
Angekl.: 15 Pfg.
Präs.: Das ist doch ein regulärer normaler Preis. Für sogenannte Magermilch wird doch weniger bezahlt. Geben Sie zu, daß Sie statt der bestellten zehn Liter wiederholt neun oder sogar nur acht Liter abgeliefert haben?
Angekl.: Das mag wohl schon vorgekommen sein, wenn wir Milch zu wenig hatten.
Präs.: [...] Der Zeuge Lucas soll in den Saal kommen.
Der Absatz über die Milchfälscher endet mit dem Urteil: Der Ehemann wurde von der Milchfälschung freigesprochen, aber wegen Betrugs zu einer Woche Gefängnis verurteilt. Die Ehefrau dagegen bekam zwei Wochen wegen Milchfälschung. Außerdem ordnete das Gericht, offenbar um ein Exempel zu statuieren, eine „Publikation des Urtheils“ an.
Die Zeitung enthielt in der „Feuilleton“ genannten Rubrik einen Fortsetzungsroman: „Das Diadem des Verderbens“ von Hermann Hirschfeld, sowie den nur wenige Zeilen umfassenden „Briefkasten“, wo auf Leseranfragen eingegangen wird.

„Emil, Brabanterstraße. Cigaretten sind nicht ungesund, wenn sie nicht aus zu schwerem Tabak gerollt sind; in Paris raucht man viel den Caporaltabak, der sehr schwer ist und hat Professor Sallin nachfolgende Herzbeschwerden constatirt; ägyptischer Tabak ist zuträglich, dagegen alles Einziehen von Rauch in die Lungen ungesund. Leicht leidet auch der Magen durch zu vieles Rauchen, also Maß und Ziel. Die Augen werden nicht direkt angegriffen, sondern nur durch den Qualm.“

Ebenfalls auf der Feuilletonseite finden sich einige Zeilen „Literarisches“. In der Ausgabe vom 21. Februar ist das ein Hinweis auf die aktuelle Ausgabe der politischen Satirezeitschrift Simplicissimus, wobei die Zeichnungen und ihre Künstler einzeln aufgezählt werden, etwa „Deutschland und England von Th. Th. Heine“. Den Simplizissimus konnte man auch auf Postämtern kaufen, und er kostete, je nach Papierqualität, 15 oder 25 Pfennige.
Die letzte Seite besteht aus Werbung für
- Ackermann’s Margarine und lose gebrannte Kaffee’s
- Käse aus Holland von Ernst Schuster & Cie.
- das Hotel-Restaurant Zur Pfahlburg, Perlengraben
- Möbel, Betten und Polsterwaren von G. Guttmann in der Schildergasse 70
- Knöterich-Thee & Bonbons, erhältlich in den meisten Apotheken und Drogerien
- Karnevals-Musik und Büttenmärsche 1903 für Klavier mit unterlegtem Text „He ess jet loss!“ (Hier ist was los!) vom Verlag des Herausgebers der Kölner Gerichts-Zeitung
- Flotter Schnurrbart
- Dudelsack zum Lachen
- Buch über die Ehe mit 39 Abbildungen
- Hut-Fabrik Franz Schäfer, Friesenstrasse 37, mit Sonderempfehlung Prince of Wales Seiden- und Cylinderhüte

und dem Aufruf der Zeitung an...

„Photographen und Amateur-Photographen, im Fall Sie Aufnahmen von größeren Katastrophen und Unglücksfällen [...] machen, ihr möglichst rasch Photographien, wenn auch nicht retouchiert, einzusenden, damit dieselben in der Gerichts-Zeitung reproducirt werden.“